# Gortys (Arkadien)
Gortys (altgriechisch Γόρτυς) war eine antike Stadt am Fluss Lousios in der griechischen Landschaft Arkadien (Peloponnes).

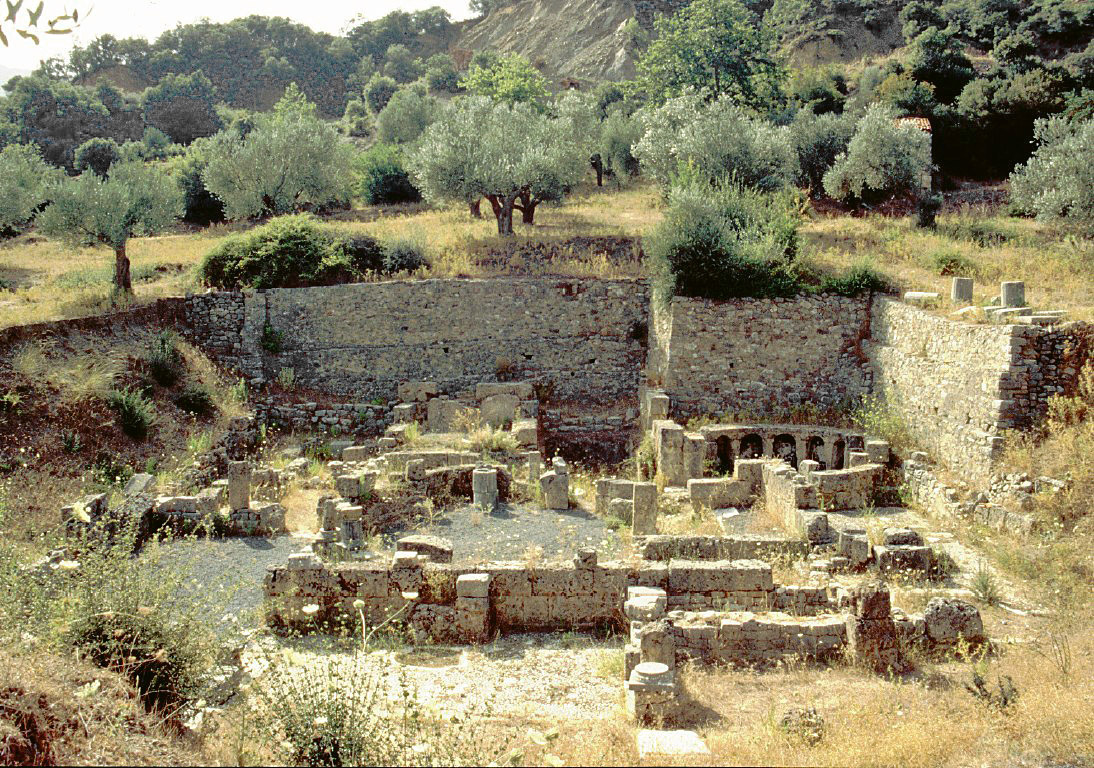
Die Thermen des Asklepieions.

Wann die Stadt gegründet wurde, ist unklar. 367 v. Chr. gab sie bei der Gründung von Megalopolis einen Teil ihrer Einwohner dorthin ab. Berühmt wurde der Ort durch sein Asklepieion. Der früheste Münzfund aus diesem Heiligtum datiert aus dem 6. Jahrhundert v. Chr., der späteste aus dem 3. Jahrhundert n. Chr.
Die Hauptattraktion des Ortes war im Altertum ein Tempel aus der Mitte des 4. Jahrhunderts v. Chr., der ganz aus pentelischem Marmor bestand und ein Kultbild und weitere Figuren aus der Hand des Skopas enthielt. Wie aus den zahlreichen Waffenfunden und den Worten des Pausanias zu erschließen ist, wurde Asklepios hier auch als kriegerischer Gott verehrt. Am besten erhalten ist eine ausgedehnte Thermenanlage mit dem ältesten in Griechenland gebauten Hypokaustum, die etwa 20 bis 30 Badende gleichzeitig aufnehmen konnte.